# 南黄堇
南黄堇（学名：Corydalis davidii）为罂粟科紫堇属下的一个种。

## 扩展阅读
- 維基物種上的相關：南黄堇